# Celtic F.C. Women
Celtic F.C. Women – kobieca sekcja piłki nożnej szkockiego klubu sportowego Celtic F.C., mający siedzibę w mieście Glasgow, w środku kraju, występujący od sezonu 2007/08 w rozgrywkach Scottish Women's Premier League. 

## Historia
Chronologia nazw:
- 2007: Celtic F.C. Women

Kobieca drużyna piłkarska Celtic F.C. Women została założona w Glasgow w czerwcu 2007 roku jako sekcja klubu sportowego Celtic F.C. po przejęciu klubu Arsenal North, zakładając jednocześnie Akademię Piłki Nożnej Dziewcząt i Kobiet. Drużyna natychmiast startowała w rozgrywkach Scottish Women's Premier League (D1), zastępując drużynę Arsenal North. W swoim inauguracyjnym sezonie zdołał dotrzeć do finału pucharu swego kraju w maju 2008 roku, gdzie po dogrywce przegrał 1:3 ze swoim przeciwnikiem Hibernian. Na swój pierwszy tytuł klub musiał czekać dwa lata, kiedy w finale edycji Pucharu Ligi Szkockiej Kobiet w 2010 roku pokonał Spartans 4:1. Dzięki wicemistrzostwu 2020/21 drużyna wzięła udział w Lidze Mistrzyń UEFA sezonu 2020/21. W sezonie 2023/24 po raz pierwszy zdobył tytuł mistrza.

## Barwy klubowe, strój, herb, hymn
|  |  |

Klub ma barwy zielono-białe. Piłkarki domowe spotkania zazwyczaj grają w pasiasto poziomych zielono-białych koszulkach, białych spodenkach oraz białych getrach.

## Sukcesy

### Trofea międzynarodowe
| \| \| Zdobyte trofea w rozgrywkach międzynarodowych (stan na: 31-05-2024) \| |                                                                     |      |          |
| Rozgrywki                                                                    | Osiągnięcie                                                         | Razy | Sezon(y) |
| Liga Mistrzyń UEFA                                                           | zdobywca                                                            | 0    |          |
| Liga Mistrzyń UEFA                                                           | finalista                                                           | 0    |          |
| Liga Mistrzyń UEFA                                                           | finalista 1 r.kw.                                                   | 1    | 2023/24  |
| FIFA                                                                         | Zdobyte trofea w rozgrywkach międzynarodowych (stan na: 31-05-2024) |      |          |

### Trofea krajowe
| \| \| Zdobyte trofea w rozgrywkach Szkocji (stan na: 31-05-2024) \| |                                                            |      |                                                            |
| Rozgrywki                                                           | Osiągnięcie                                                | Razy | Sezon(y)                                                   |
| Mistrzostwo                                                         | I miejsce                                                  | 1    | 2023/24                                                    |
| Mistrzostwo                                                         | II miejsce                                                 | 5    | 2009, 2010, 2020/21, 2021/22, 2022/23                      |
| Mistrzostwo                                                         | III miejsce                                                | 9    | 2007/08, 2008/09, 2012, 2013, 2015, 2016, 2017, 2018, 2019 |
| Puchar                                                              | zdobywca                                                   | 2    | 2021/22, 2022/23                                           |
| Puchar                                                              | finalista                                                  | 1    | 2007/08                                                    |
| Puchar Ligi                                                         | zdobywca                                                   | 2    | 2010, 2021/22                                              |
| Puchar Ligi                                                         | finalista                                                  | 2    | 2017, 2018                                                 |
| II liga                                                             | I miejsce                                                  | 0    |                                                            |
| II liga                                                             | II miejsce                                                 | 0    |                                                            |
| II liga                                                             | III miejsce                                                | 0    |                                                            |
| Szkocja                                                             | Zdobyte trofea w rozgrywkach Szkocji (stan na: 31-05-2024) |      |                                                            |

## Poszczególne sezony

### Rozgrywki międzynarodowe

#### Europejskie puchary
Klub 2 razy uczestniczył w rozgrywkach europejskich (2021/22, 2023/24).

### Rozgrywki krajowe
| \| Szkocja \| Bilans występów klubu w rozgrywkach piłkarskich Szkocji (Stan na 31 maja 2024 r.) \| \| |                                                                                   |        |       |   |   |   |    |    |     |            |        |        |      |
| Poziom                                                                                                | Rozgrywki                                                                         | Sezony | Mecze | Z | R | P | B+ | B– | Pkt | Lata       | Awanse | Spadki | Naj. |
| I | Division 1 / Premier Division / SWPL / SWPL 1                                     | 18     |       |   |   |   |    |    |     | od 2007/08 | 0      | 0      | 1    |
| II | Division 2 / Division 1 / SWPL 2                                                  | 0      |       |   |   |   |    |    |     |            | 0      | 0      |      |
| III                                                                                                   | Division 3 / Division 2 / Division 1                                              | 0      |       |   |   |   |    |    |     |            | 0      | 0      |      |
| | Puchar Szkocji                                                                    | 15     |       |   |   |   |    |    |     | od 2007/08 | 0      | 0      | 1    |
| Szkocja                                                                                               | Bilans występów klubu w rozgrywkach piłkarskich Szkocji (Stan na 31 maja 2024 r.) |        |       |   |   |   |    |    |     |            |        |        |      |

## Piłkarki, trenerzy, prezydenci i właściciele klubu

### Piłkarki

#### Aktualny skład zespołu
Stan na 19.07.2024:
| Nr | Poz. | Piłkarz               |
| -- | ---- | --------------------- |
| 1  | BR   | Chloe Logan           |
| 2  | OB   | Celya Barclais        |
| 5  | PO   | Natalie Ross          |
| 6  | OB   | Chloe Craig           |
| 7  | NA   | Amy Gallacher         |
| 8  | PO   | Jenny Smith           |
| 11 | PO   | Colette Cavanagh      |
| 12 | NA   | Murphy Agnew          |
| 15 | OB   | Kelly Clark (kapitan) |
| 16 | OB   | Hana Kerner           |
| 18 | OB   | Caitlin Hayes         |
| 19 | BR   | Lisa Rodgers          |
| 21 | NA   | Kit Loferski          |

| Nr | Poz. | Piłkarz                |
| -- | ---- | ---------------------- |
| 22 | PO   | Lucy Ashworth-Clifford |
| 30 | BR   | Kelsey Daugherty       |
| 41 | PO   | Clare Goldie           |
| 43 | PO   | Lucy Barclay           |
| 46 | NA   | Amy Sharkey            |
| 67 | OB   | Luana Muñoz            |
| 73 | PO   | Maria McAneny          |
|    | OB   | Bruna Lourenço         |
|    | OB   | Amy Richardson         |
|    | PO   | Mathilde Carstens      |
|    | PO   | Signe Carstens         |
|    | PO   | Shannon McGregor       |
|    | NA   | Saoirse Noonan         |

### Trenerzy
- 2007–2008:  John Holt
- 2008:  Arne Berger
- 2008–2012:  Robert Docherty
- 2013:  Peter Caulfield
- 2013–2018: :  David Haley
- 2018:  Edward Gallagher (p.o.)
- 2018–2019:  Eddie Wolecki Black
- 01.2020–12.2023:  Fran Alonso
- od 01.2024:  Elena Sadiku

## Struktura klubu

### Stadion
Drużyna rozgrywa swoje mecze domowe w Airdrie na stadionie Excelsior Stadium, który może pomieścić 10.101 widzów.

## Kibice i rywalizacja z innymi klubami

### Derby
- Rangers
- Glasgow City